# Wurfrahmen 40多管火箭炮

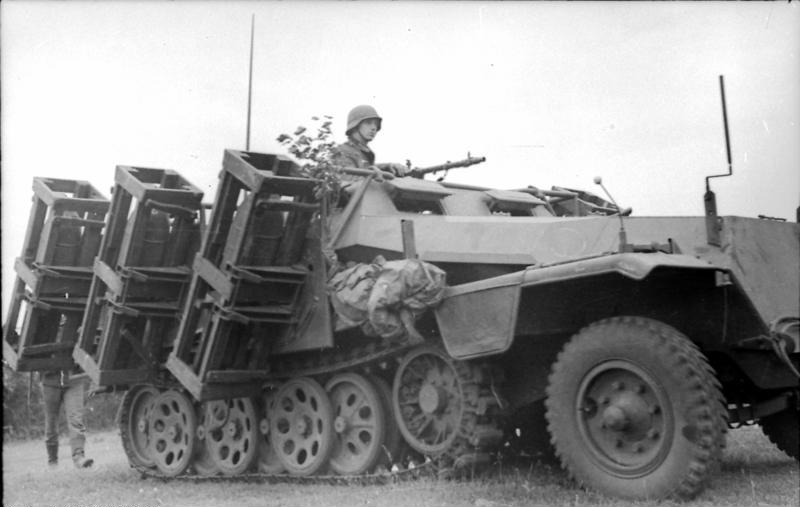
SdKfz 251半履帶車改成的Wurfrahmen 40

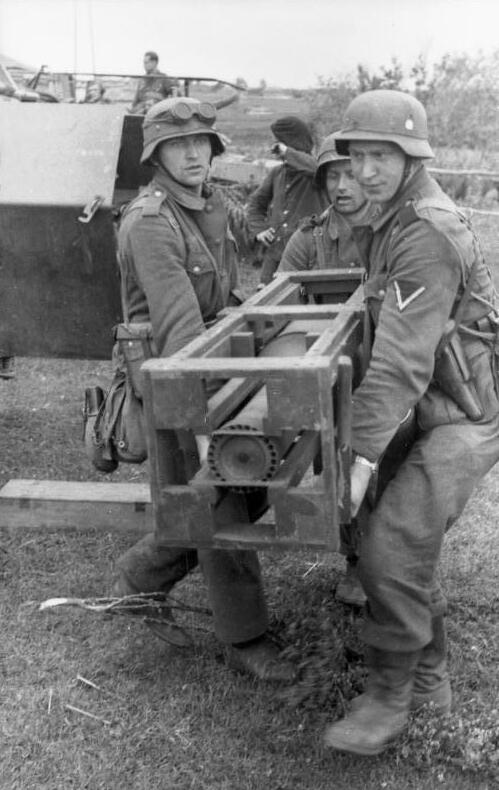
裝填單元

（意為40型發射架），又名「陸上斯圖卡」（Stuka zu Fuss），是二戰德軍以SdKfz 251半履帶車或法國雷諾UE履帶式火炮牽引車的改裝的附加型多管火箭炮。用於為友軍前線部隊提供廉價、操作簡便、高機動性的大範圍炮火攻擊。

## 設計
Wurfrahmen 40的多管火箭炮加裝方法基於選用的車輛而不同，主要是在車輛的側面或後面加裝數具掛架，通過連接器來固定單次使用的金屬或木制發射器，發射原為28/32公分41年式噴煙者或30公分42年式噴煙者的280毫米高爆火箭、300毫米高爆火箭或320毫米燃燒火箭。發射器角度可調（向上5至45度），彈著點受限於車體方向，因此並不準確，但大範圍的攻擊卻能令敵軍心理壓力提升。
SdKfz 251半履帶車是最常見加裝Wurfrahmen 40的車輛，分別在車身兩邊各加裝3具發射器，內艙改為存放火箭彈藥，加裝後不影響車輛原有的武器操作，H35坦克為車身每邊各2具，雷諾UE履帶式火炮牽引車則為每邊各2具或車尾頂部4具，甚至連戰場擄獲的美軍M3半履帶車也可加裝。